# Ólafur Gunnlaugsson
Ólafur Gunnlaugsson, född 20 januari 1831, död 22 juli 1894 i Paris, var en isländsk journalist. 
Ólafur, som var son till landfogde Stefán Gunnlaugsson, dimitterades från Reykjaviks skola 1848, studerade därefter filologi vid Köpenhamns universitet, men tog ämbetsexamen vid universitetet i Leuven. Han reste mycket i Västeuropa och övergick till katolicismen, medföljde 1857 en rysk furste, Paul Marie Etienne de Djunkovskij, på en missionsresa till Finnmark. Under ett år vistades Ólafur i Rom, varifrån han skrev brev, tryckta i "Ný Fjelagsrit" (Köpenhamn 1858). I slutet av 1850-talet bosatte han sig i Paris, där han i drygt 30 år verkade som journalist och under lång tid var chefredaktör för "Le Nord". Senare skrev han i "Le Temps" och i "Le National" under signaturen Pierre Gérard. Han inriktade sig främst på europeisk politik, och hans artiklar i "Le Nord" väckte mycket stor uppmärksamhet och telegraferades i allmänhet till hela Europa. Ólafur hade kontakt med ett stort antal framstående politiker i olika länder, dock främst i Frankrike, som han betraktade som sitt andra hemland. Av de franska journalisterna var han i allmänhet uppskattad och de ansåg att han var den, som bäst kända till utländska förhållanden.